# Wladimir Alexandrowitsch Negowski
Wladimir Alexandrowitsch Negowski (russisch Владимир Александрович Неговский, ukrainisch Володимир Олександрович Неговський Wolodymyr Oleksandrowytsch Nehowskyj; * 6. März 1909 in Koselez, Gouvernement Tschernigow, Russisches Kaiserreich; † 2. August 2003 in Moskau) war ein ukrainisch-russischer Arzt, Pionier der Reanimationsmedizin und Mitglied der russischen Akademie der Medizin-Wissenschaften in Moskau. Er gilt als der Begründer des ersten Forschungsinstituts für Reanimationsmedizin.

## Leben und Wirken
Negowski kam in Koselez im heutigen Rajon Koselez der ukrainischen Oblast Tschernihiw als Sohn einer Lehrerfamilie zur Welt. Er studierte Medizin und war zunächst als praktischer Arzt tätig. Ab 1934 arbeitete er im pathologischen Labor für Bluttransfusion und bearbeitete seine erste große Forschungsarbeit zu Bluttransfusion und Wiederbelebung. Das Negowski-Labor wurde 1948 zu einer unabhängigen wissenschaftlichen Einrichtung erhoben und als Forschungslabor für Allgemeine Reanimation der UdSSR-Akademie für medizinische Wissenschaften angegliedert.
Auf der Basis eigener Forschungen, aber auch der Daten von sowjetischen und ausländischen Autoren, hat Negowski 1961 auf dem Internationalen Kongress der Traumatologen in Budapest die Bedeutung der Reanimation als Wissenschaft dargelegt.
1985 wurde das erste Forschungsinstitut für Allgemeine Reanimation (PWRI USSR Academy of Medical Sciences) gegründet. Das Institut befasste sich intensiv mit der Pathophysiologie, der Prävention und Behandlung von Endzuständen, die durch verschiedene Ursachen ausgelöst werden wie zum Beispiel Schock, Blutverlust, Myokardinfarkt, Ertrinken, elektrisches Trauma, Ersticken von Neugeborenen. Insbesondere die Behandlung mit der Ätiologie und Pathogenese von Herzflimmern und der Möglichkeit, diese mit Hochstromimpulsen zu stoppen. Auf der Grundlage dieser Arbeiten wurden Defibrillatoren in der Medizinindustrie entwickelt, die aufgrund ihrer Effizienz und Sicherheit allgemeine Anerkennung und Verbreitung gefunden haben.
W. A. Negowski leitete das Institut bis 1988 und blieb bis zu seinem Tod Berater des Instituts. 1983 wurde er zusätzlich zu seiner russischen Mitgliedschaft als Akademiker auch zum korrespondierenden Mitglied der Slowenischen Akademie der Wissenschaften und Künste berufen.
Er starb am 2. August 2003 in Moskau und wurde auf dem Chowanskoje-Friedhof begraben.